# Roxana Eminescu

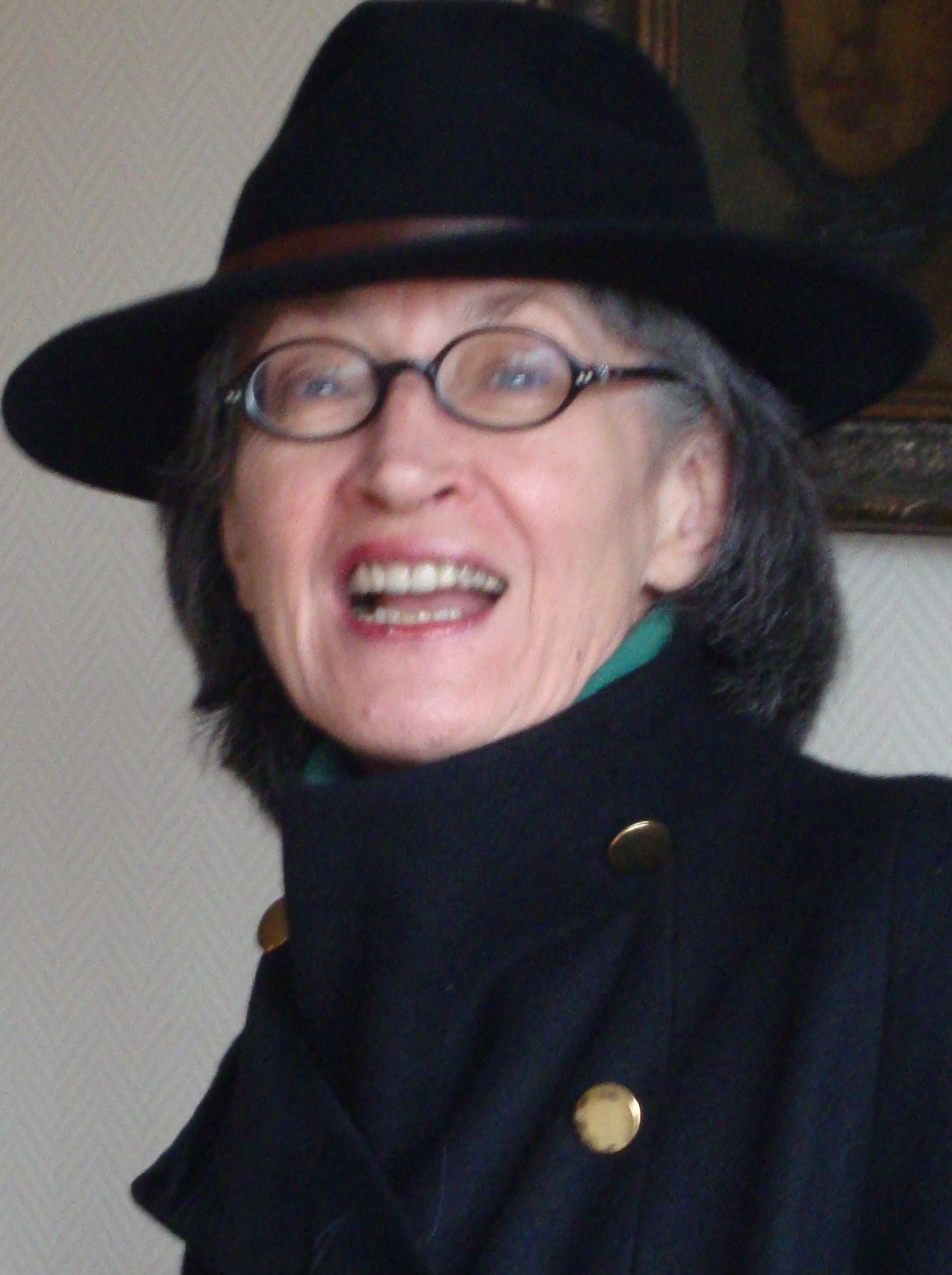
Roxana Eminescu

Roxana Eminescu (Bucarest, 15 febbraio 1947) è una giornalista, critica letteraria e traduttrice rumena.

## Biografia
Roxana Eminescu è la figlia della giurista Yolanda Eminescu (1921-1998), figlia di Gheorghe Eminescu (1890-1998), a sua volta nipote del poeta rumeno Mihai Eminescu (1850-1889); e di suo marito Ștefan Stătescu, medico.
Dopo gli studi al liceo Gheorghe Lazăr entrò all'Università di Bucarest ottenendo il diploma di lingua francese. Nel 1978 entrò nell'Accademia di scienze sociali e politiche attraverso la sua tesi su Fernando Pessoa, come professore aveva Iorgu Iordan.
Nel 1981 venne esiliata dall'allora Partito Comunista a seguito di accuse di spionaggio e riuscì ad ottenere una borsa per insegnare a Lisbona, si è trasferita in Francia, lavorando come ricercatrice alla Sorbona. Ha scritto varie opere letterarie in portoghese e lavorato per diversi giornali.
Ha un figlio, Teodor Eminescu-Iacobescu (nato nel 1983), anche lui scrittore residente a Brest.

## Opere
- Preliminarii la o istorie a literaturii portugheze (1979)
- Ploaie oblică (Aquilino Ribeiro, Fernando Pessoa) (1980)
- As coordenadas do romance português contemporâneo (1983)
- Catalogue des traductions françaises d'auters portugais (littérature) (1994)
- Geneviève Hennet de Goutel, Écrits de guerre et d'amour, édition établie et présentée par Roxana Eminescu (2017)